# 埃爾波爾韋尼爾 (雷梅迪奧斯區)
埃爾波爾韋尼爾（西班牙語：El Porvenir），是巴拿馬的城鎮，位於該國西部，由奇里基省的雷梅迪奧斯區負責管轄，面積28.1平方公里，2010年人口1,325，人口密度每平方公里47.2人。